# 科馬里夫卡 (克列梅涅茨區)
50°4′4″N 25°29′32″E / 50.06778°N 25.49222°E
科馬里夫卡（烏克蘭語：Комарівка），是烏克蘭的村落，位於該國西部捷爾諾波爾州，由克列梅涅茨區負責管轄，始建於1350年，面積4.69平方公里，2001年人口910，人口密度每平方公里194.2人。